# Aeroportul Kamloops
Aeroportul Kamloops (IATA: YKA, ICAO: CYKA) este un aeroport din Columbia Britanică, Canada ce deservește zona Kamloops. Aeroportul a fost tranzitat în 2022 de 257.374 de pasageri. A fost deschis în 5 august 1939 și numit după zona deservită.
Situat la o altitudine de 345 m, aeroportul dispune de o singură pistă.